# جنرال چارلز ساوت فارنزورت کانتی پارک
جنرال چارلز ساوت فارنزورت کانتی پارک (به انگلیسی: Gen. Charles S. Farnsworth County Park) یک منطقهٔ مسکونی در ایالات متحده آمریکا است که در التادنا، کالیفرنیا واقع شده‌است.